# Пйотр Скуратович
Пйотр Скуратович (пол. Piotr Skuratowicz; 1891–1940) — польський військовик, бригадний генерал, кавалер ордену Virtuti Militari.

## Біографія
Народився 1891 року у маєтку Філіпковиче неподалік Бобруйськ (нині у Білорусі). Син Яна та Елеонори, уродженої Олешкевич. Його братТеофіл служив у 4-му Заніменському полку уланів, відзначився у польсько-більшовицькій війні та загинув у битві під Гребінкою 9 липня 1920 року. Нагороджений орденом Virtuti Militari.
Пйотр Скуратович закінчив Суворовські кадетські курси в Полоцьку. Потім був призначений до 6-го гусарського полку і з 1914 року воював на фронтах Першої світової війни  в армії Російської імперії. У 1916 році вступив до авіації. Потім до травня 1918 року у 1-му Польському корпусі в Росії. Після капітуляції корпусу в травні 1918 року літаком пробрався до Мурманська, а потім у серпні через Англію до Франції  до Блакитної армії генерала Галлера, з якою він повернувся до Польщі в червні 1919 року. У 1919—1920 роках командував стрілецьким ескадроном, інструкторським ескадроном легкої кавалерії та запасним ескадроном легкої кавалерії.
3 травня 1922 року зведений до звання майора зі старшинством 1 червня 1919 року і посадою в кавалерійському офіцерському корпусі. Служив у 6-му кавалерійському полку (1920—1922), 8-му уланському полку (1922—1924) як командир ескадрону та у Центрі підготовки кавалерії (1924—1929). 1 грудня 1924 р. призначений підполковником зі старшинством 15 серпня 1924 року і на посаді в корпусі кавалерійських офіцерів . У березні 1929 року переведений до 10-го кінно-стрілецького полку у Ланьцуті на посаду командира полку . У вересні 1932 року призначений командиром XII кавалерійської бригади в Остроленці . У квітні 1937 року призначений начальником кавалерійського відділу міністерства військових справ у Варшаві. 19 березня 1939 року присвоєно звання бригадного генерала.
Під час нападу Німеччини у вересні 1939 року командував групою «Луцьк». Після агресії СРСР проти Польщі (17 вересня 1939 р.) та окупації східних територій заарештований НКВС і доставлений до табору в Старобільську. У 1940 році був убитий у штабі НКВС у Харкові.
Похований на Польському військовому кладовищі в Харкові.

## Вшанування
Наказом Президента Республіки Польща Леха Качинського від 5 жовтня 2007 року № 112-48-07 посмертно присвоєно звання генерал-майора. Наказ був оголошений 9 листопада 2007 року у Варшаві під час церемонії «Пам'ятаємо Катинь — вшануймо пам'ять Героїв».

## Нагороди
- Срібний хрест Військового ордена Virtuti Militari (1921)[10]
- Офіцерський хрест ордена Restituta Polonia [2]
- Золотий Хрест Заслуг [2]
- Медаль Незалежності (20 липня 1932 року)[11]
- Пам'ятна медаль за війну 1918—1921 року.[12]
- Медаль десятиліття відновленої незалежності[12]
- Кавалер ордена Почесного легіону (Франція)[12]
- Кавалер ордена Корони (Бельгія)